# Indigofera hamiltonii
Indigofera hamiltonii är en ärtväxtart som beskrevs av John Firminger Duthie och David Prain. Indigofera hamiltonii ingår i släktet indigosläktet, och familjen ärtväxter. Inga underarter finns listade i Catalogue of Life.